# Санто Мартино (Потенца)
Санто Мартино (итал. Santo Martino) је насеље у Италији у округу Потенца, региону Базиликата.
Према процени из 2011. у насељу је живело 40 становника. Насеље се налази на надморској висини од 773 м.